# Challenger de Gerona 2025
El torneo Girona Challenger 2025, denominado por razones de patrocinio Eurofirms Girona - Costa Brava fue un torneo de tenis perteneció al ATP Challenger Tour 2025 en la categoría Challenger 100. Se trató de la 3ª edición; el torneo tuvo lugar en la ciudad de Gerona (España), desde el 24 hasta el 30 de marzo de 2025 sobre pista de tierra batida al aire libre.

## Jugadores participantes del cuadro de individuales
| Preclasificado | País                        | Jugador               | Rank1 | Posición en el torneo |
| 1              | Bandera de Hungría          | Márton Fucsovics      | 90    | Segunda ronda         |
| 2              | Bandera de Kazajistán       | Alexander Shevchenko  | 98    | Primera ronda         |
| 3              | Bandera de Bolivia          | Hugo Dellien          | 103   | Primera ronda         |
| 4              | Bandera de los Países Bajos | Jesper de Jong        | 105   | Semifinales           |
| 5              | Bandera de Serbia           | Dušan Lajović         | 108   | Semifinales           |
| 6              | Bandera de España           | Pablo Carreño         | 109   | Cuartos de final      |
| 7              | Bandera de Argentina        | Federico Coria        | 124   | Primera ronda         |
| 8              | Bandera de Argentina        | Juan Manuel Cerúndolo | 126   | Primera ronda         |

- 1 Se ha tomado en cuenta el ranking del 17 de marzo de 2025.

### Otros participantes
Los siguientes jugadores recibieron una invitación (wild card), por lo tanto ingresan directamente al cuadro principal (WC):
- Alejandro Moro Cañas
- Albert Ramos
- Dušan Lajović

Los siguientes jugadores ingresan al cuadro principal tras disputar el cuadro clasificatorio (Q):
- Pedro Cachin
- Filip Misolic
- Lukas Neumayer
- Iliyan Radulov
- Timofey Skatov
- Bernabé Zapata

## Campeones

### Individual Masculino
- Marin Čilić derrotó en la final a  Elmer Møller por 6–3, 6–4

### Dobles Masculino
- Anirudh Chandrasekar /  David Vega Hernández derrotaron en la final a  Grégoire Jacq /  Orlando Luz por 6–4, 6–4